# 史托龍科
史托龙科（学名：Stokesosauridae）是一类中小型暴龙超科恐龙，其化石已在北美和欧洲发现。该科包括史托龙属、侏罗暴龙属和始暴龙属，在2019年一项专注于描述晋北龙的研究中发现它们构成了一个分类学上的科。